# Оскар Переа
О́скар Андре́с Пере́а Або́нсе (ісп. Óscar Andres Perea Abonce; нар. 27 вересня 2005, Перейра) — колумбійський футболіст, нападник французького клубу «Страсбур».

## Клубна кар'єра

### «Атлетіко Насьйональ»
Почав займатися футболом в юнацькій команді «Енвігадо», звідки 2018 року перейшов в «Ла Кантера», а 2020 року приєднався до структури клубу «Атлетіко Насьйональ». 15 травня 2022 року дебютував за основний склад команди в матчі колумбійської Прімери проти «Ла Екідад», замінивши Томаса Анхеля. У своєму дебютному сезоні в «Атлетіко» зіграв 1 поєдинок та став чемпіоном Колумбії (Апертура). 28 вересня 2022 року англійська газета The Guardian назвала його одним з 60-ти найкращих футболістів світу 2005 року народження.
В лютому 2023 року в складі «Атлетіко» став переможцем Суперліги Колумбії. 15 травня того ж року в поєдинку Прімери проти «Альянси» забив свій перший гол у професіональній кар'єрі у віці 17 років. 25 травня 2023 року дебютував у Кубку Лібертадорес у матчі групового етапу проти перуанського «Мельгара», замінивши Франсіско да Косту. У листопаді 2023 року став володарем Кубка Колумбії, зігравши в обох матчах фінальної серії проти «Мільйонаріоса». Всього в сезоні 2023 провів за «Атлетіко» 44 поєдинки, в яких забив 7 м'ячів.

### «Страсбур»
2 липня 2024 року перейшов у французький клуб Ліги 1 «Страсбур», підписавши п'ятирічний контракт. Сума трансферу становила близько 5 млн євро. Таким чином став третім колумбійцем в історії клубу після Васона Рентерії та Франсіско Донселота. 31 серпня дебютував за резервну команду в матчі Насьйоналя 3 проти «Расінга» (Безансон). 30 листопада 2024 року дебютував в основному складі «Страсбура» в поєдинку Ліги 1 проти «Бреста», замінивши Хабіба Діарру.

## Кар'єра в збірній
Виступав за збірну Колумбії до 23 років. В січні 2024 року потрапив в заявку збірної до 23 років на передолімпійський турнір КОНМЕБОЛ у Венесуелі. На турнірі провів усі 4 матчі групового етапу своєї команди, а колумбійці посіли останнє 5-те місце.

## Статистика виступів
Станом на 15 грудня 2024
| Клуб                | Сезон             | Чемпіонат           | Чемпіонат | Чемпіонат | Кубок | Кубок | Континентальні | Континентальні | Інші  | Інші | Всього | Всього |
| Клуб                | Сезон             | Дивізіон            | Матчі     | Голи      | Матчі | Голи  | Матчі          | Голи           | Матчі | Голи | Матчі  | Голи   |
| ------------------- | ----------------- | ------------------- | --------- | --------- | ----- | ----- | -------------- | -------------- | ----- | ---- | ------ | ------ |
| Атлетіко Насьйональ | 2022              | Категорія Прімера A | 1         | 0         | 0     | 0     | 0              | 0              | —     | —    | 1      | 0      |
| Атлетіко Насьйональ | 2023              | Категорія Прімера A | 35        | 5         | 6     | 2     | 3              | 0              | —     | —    | 44     | 7      |
| Атлетіко Насьйональ | 2024              | Категорія Прімера A | 8         | 1         | 0     | 0     | 1              | 0              | —     | —    | 9      | 1      |
| Атлетіко Насьйональ | Всього            | Всього              | 44        | 6         | 6     | 2     | 4              | 0              | 0     | 0    | 54     | 8      |
| Страсбур            | 2024–25           | Ліга 1              | 1         | 0         | 0     | 0     | —              | —              | —     | —    | 1      | 0      |
| Страсбур Б          | 2024–25           | Насьйональ 3        | 4         | 0         | —     | —     | —              | —              | —     | —    | 4      | 0      |
| Всього за кар'єру   | Всього за кар'єру | Всього за кар'єру   | 49        | 6         | 6     | 2     | 4              | 0              | 0     | 0    | 59     | 8      |

1. 1 2  Матчі в Кубку Лібертадорес

## Досягнення
«Атлетіко Насьйональ»
- Чемпіон Колумбії (Апертура): 2022[23]
- Володар Кубка Колумбії: 2023[24]
- Переможець Суперліги Колумбії: 2023[25]